# بيكسي لوت
بيكسي لوت (بالإنجليزية: Pixie Lott)‏ (فيكتوريا لويز لوت (ولدت في 12 يناير 1991) هي مغنية إنجليزية، وراقصة وممثلة وأيضا كاتبه أغاني.
أول ظهور لها كان عبر البومها (ماما دو) الذي صدر في يونيو 2009 الجدير بالذكر ان هذا الالبوم فور صدوره تصدرت أغنية (ماما دو) أفضل الأغاني في شهر يونيو واكثرها مبيعاً كما تصدرت أغنية (البنات والشباب) في شهر سبتمبر 2009 أيضاً

## حياه الطفولة والحياه الشخصية
لوت ولدت في بروملي، جنوب شرق لندن، هي تعيش في برنتوود، إسيكس، مع والدها الذي يعمل سمسار اوراق ماليه، ووالدتها ربه منزل، هي أيضاً لديها أخ واخت أكبر منها
والدتها اطلقت عليها لقب «بيكسي» لانها عندما كانت صغيره كان جسمها صغير.

## افلامها وظهورها على التلفزيون

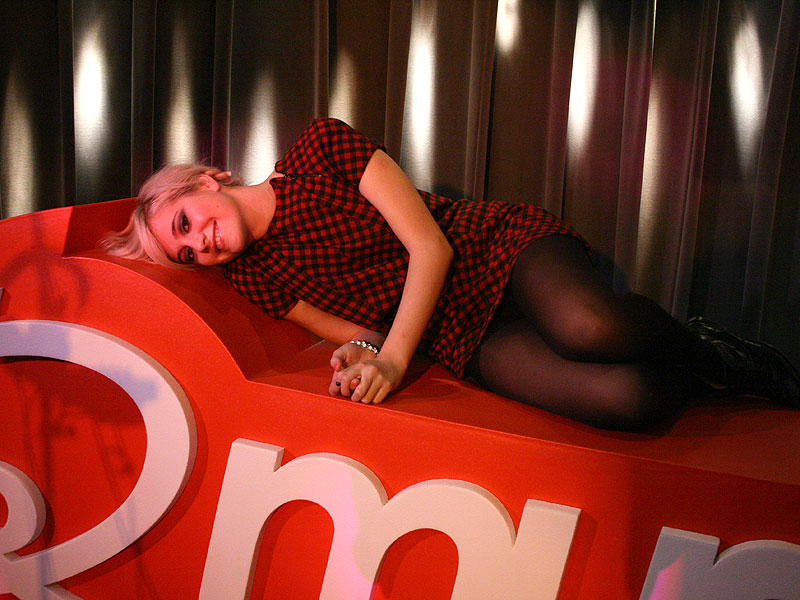
لوت تظهر في محطة إذاعة كيو الموسيقى في بلجيكا

- 2005: Celebrate the Sound of Music
- 2007: Genie in the House
- 2008: Shipwrecked: Battle of the Islands
- 2008: My Super Sweet Sixteen
- 2009: The 5:19 Show  [لغات أخرى]‏
- 2009: Alan Carr: Chatty Man
- 2009: BBC Children In Need 2009  [لغات أخرى]‏
- 2009: Freshly Squeezed
- 2009: GMTV
- 2009: Hollyoaks Music Show  [لغات أخرى]‏
- 2009: Live Lounge
- 2009: Loose Women
- 2009: National Lottery
- 2009: Something for the Weekend  [لغات أخرى]‏
- 2009: Sound
- 2009: TMi
- 2009: Totally Saturday
- 2010: Comedy Rocks
- 2010: Dancing on Ice
- 2010: فريد: الفيلم
- 2010: Friday Night with Jonathan Ross
- 2010: The Graham Norton Show
- 2010: Meteor Music Awards
- 2010: T4 On The Beach[2]
- 2010: This Morning  [لغات أخرى]‏

## الجوائز والترشيحات

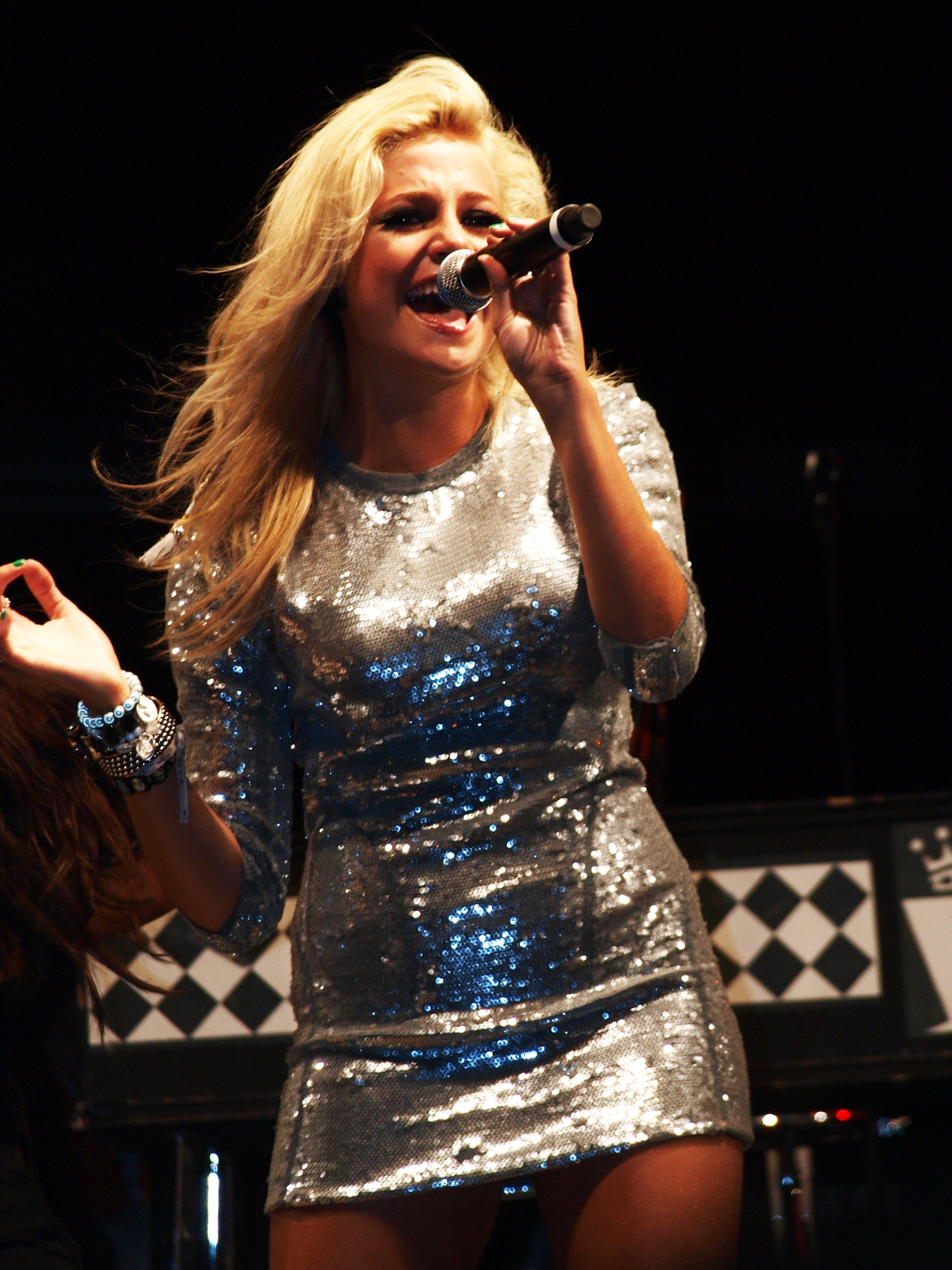
بيكسي لوت تغني في عرض إطلاق إضاءات بلاكبول في بلاكبول، لانكشاير في 4 سبتمبر 2009

| السنة | النوع                                   | الجائزة                        | النتيجة       |
| ----- | --------------------------------------- | ------------------------------ | ------------- |
| 2009  | MTV Europe Music Awards 2009            | Best UK & Ireland Act          | فازت بالجائرة |
| 2009  | MTV Europe Music Awards 2009            | Best New Act                   | ترشحت للجائزه |
| 2009  | MTV Europe Music Awards 2009            | Best Push Artist               | فازت بالجائزة |
| 2009  | كوزموبوليتان (مجلة) Ultimate Women 2009 | Ultimate Newcomer              | فازت بالجائزة |
| 2009  | Q Awards 2009 ‏                          | Breakthrough Artist            | ترشحت للجائزه |
| 2010  | جوائز بريت                              | Breakthrough Artist            | فازت بالجائزة |
| 2010  | جوائز بريت                              | Female Solo Artist             | ترشحت للجائزه |
| 2010  | جوائز بريت                              | British Single (Mama Do Uh Oh) | ترشحت للجائزة |
| 2010  | Meteor Ireland Music Awards             | Best International Female      | ترشحت للجائزه |
| 2010  | Virgin Media Awards                     | Best Newcomer                  | فازت بالجائزة |

## وصلات خارجية
- بيكسي لوت على موقع IMDb (الإنجليزية)
- بيكسي لوت على موقع روتن توميتوز (الإنجليزية)
- بيكسي لوت على موقع قاعدة بيانات الأفلام العربية
- بيكسي لوت على موقع ألو سيني (الفرنسية)
- بيكسي لوت على موقع ميوزك برينز (الإنجليزية)
- بيكسي لوت على موقع أول موفي (الإنجليزية)
- بيكسي لوت على موقع إن إن دي بي (الإنجليزية)
- بيكسي لوت على موقع أول ميوزيك (الإنجليزية)
- بيكسي لوت على موقع ديسكوغز (الإنجليزية)
- بيكسي لوت على موقع قاعدة بيانات الفيلم (الإنجليزية)

1. ↑  MusicBrainz (بالإنجليزية), MetaBrainz Foundation, QID:Q14005
2. ↑  Line-up، T4، مؤرشف من الأصل في 2010-12-03، اطلع عليه بتاريخ 2010-04-25